# Wouter de Vogel
Wouter de Vogel (Gouda, 17 september 1990) is een Nederlandse voormalig profvoetballer die bij voorkeur als aanvaller uitkwam. Sinds 2023 is hij hoofdtrainer van de vrouwen van AZ.

## Clubcarrière
De Vogel begon zijn carrière bij vv Bodegraven, maar verkaste daarna naar Alphense Boys. Van de huidige hoofdklasser maakte hij de overstap naar de jeugdopleiding van SC Telstar. In de aanloop naar de samenwerking tussen Telstar en AZ maakte hij de overstap naar de jeugdopleiding van de Alkmaarders. In 2010 maakte hij op leenbasis voor SC Telstar zijn debuut in het betaald voetbal. Een jaar later tekende de Goudenaar een tweejarig contract bij ADO Den Haag, maar na een half jaar met weinig speelminuten werd hij in januari 2012 verhuurd aan FC Dordrecht. In het seizoen 2012-2013 werd De Vogel wederom verhuurd, ditmaal aan FC Den Bosch. Een jaar later nam FC Den Bosch hem definitief over van ADO Den Haag. Een seizoen later nam SC Telstar hem weer over. Bij zijn laatste twee clubs speelde de Vogel echter weinig vanwege veel blessureleed. Na een proefperiode tekende de Vogel op 30 juli 2015 een contract bij FC Oss. De Vogel vertelde op de clubwebsite dat hij na veel blessureleed volledig fit is. In het seizoen 2016/17 speelde hij voor FC Lienden. Hij verliet die club maar keerde eind september weer terug.

## Trainerscarrière
De Vogel werd in 2023 aangesteld als nieuwe trainer van AZ. Hij was de opvolger van Mark de Vries die noodgedwongen vanwege gezondheidsredenen een stapje terug moest doen. In zijn debuutseizoen leidde De Vogel de Alkmaarders naar de negende plaats in de Vrouwen Eredivisie. Na afloop van het seizoen 2023/24 verlengde hij zijn contract met twee seizoenen.